# Błonkóweczka powojnikowa
Błonkóweczka powojnikowa (Litschauerella clematidis (Bourdot & Galzin) J. Erikss. & Ryvarden) – gatunek grzybów z rodziny Hydnodontaceae. 

## Systematyka i nazewnictwo
Pozycja w klasyfikacji według Index Fungorum: Litschauerella, Hydnodontaceae, Trechisporales, Incertae sedis, Agaricomycetes, Agaricomycotina, Basidiomycota, Fungi.
Takson ten po raz pierwszy opisali w 1913 r. Hubert Bourdot i Amédée Galzin nadając mu nazwę Peniophora clematidis. Obecną, uznaną przez Index Fungorum nazwę nadali Jakob Eriksson i Leif Ryvarden w 1976 r.
Synonimy:
- Aleurodiscus albus (Burt) D.P. Rogers & H.S. Jacks. 1943
- Hypochnus albus Burt 1926)
- Litschauerella clematidis var. macrospora N. Maek. 1993
- Peniophora clematidis Bourdot & Galzin 1913
- Tubulicium clematidis (Bourdot & Galzin) Oberw. 1966
- Xenasma clematidis (Bourdot & Galzin) Liberta 1962

Polską nazwę zaproponował Władysław Wojewoda w 2003 r.

## Morfologia
Owocnik
Rozpostarty, biały, kremowy lub szary w postaci cienkiej, filcowanej i łuszczącej się powłoki. Powierzchnia gładka, łuszcząca się, biała do ochrowej. Kontekst miękki i bez wyraźnego zapachu.
Cechy mikroskopowe
Zarodniki prawie kuliste, gładkie, delikatnie brodawkowate, szkliste, 4,5–7 × 4–6 µm. Występują grubościenne cystydy (tramacystydy). Strzępki duże, septowane. Podstawki 2- lub 4 sterygmowe. Ma tak charakterystyczne lamprocystydy, że nie można jej pomylić z żadnym innym gatunkiem.

## Występowanie i siedlisko
Podano występowanie błonkóweczki powojnikowej w niektórych krajach Europy. Jest rzadka. W. Wojewoda w zestawieniu wielkoowocnikowych grzybów Polski przytacza 2 stanowiska i umieszcza ją na liście gatunków rzadkich w kategorii R – gatunki potencjalnie zagrożone z powodu ograniczonego zasięgu geograficznego i małych obszarów siedliskowych. Znajduje się na liście gatunków o szczególnym znaczeniu  w Ojcowskim Parku Narodowym oraz na Czerwonej liście roślin i grzybów Polski. Ma status E – gatunek wymierający, którego przeżycie jest mało prawdopodobne, jeśli nadal będą działać czynniki zagrożenia. 
Grzyb saprotroficzny rozwijający się na martwym drewnie. W Polsce notowany na martwym drewnie jodły, ale w innych krajach także na żywej korze powojnika (Clematis).